# 可能世界論
可能世界論（かのうせかいろん、英：possible world）とは、世界が現在そうである、あるいはなりえたところの、完全で整合的な在り方。可能世界は、内包論理や様相論理に意味論を与えるための形式的道具として、論理学・哲学・言語学で広く用いられている。可能世界の形而上学的地位は哲学における論争の的であり、デイヴィッド・ルイスのような様相実在論（英語版）者は代替的現実が実在すると論じる一方、ロバート・スタルネイカー（英語版）のように、代替的現実は存在しないと論じる立場もある。

## 論理
可能世界は、様相論理および内包論理の基礎概念の一つである。これらの論理における式は、「何が真でありうるか」「何が真であるべきか」「何を真だと信じているか」といった主張を表現する。これらの主張に形式的解釈を与えるため、論理学者は可能世界を含む構造を用いる。たとえば、古典命題様相論理のクリプキ意味論では、式{\displaystyle \Diamond P}（"{\displaystyle P}であり得る"と読む）が実在世界において真であるのは、実在世界から到達可能なある世界で{\displaystyle P}が真である場合に限る。
可能世界は形式意味論に取り組む言語学者や哲学者の研究において中心的な役割を果たす。現代の形式意味論は、リチャード・モンタギューの内包論理に基づくモンタギュー文法に根ざした形式体系の中で展開されている。現代の意味論研究では、通常、可能世界は形而上学的地位について特定の理論にコミットすることなく、形式的道具として用いられる。可能世界という語は、そこに形而上学的含意を付さない研究者によっても保持されている。
データベース理論（英語版）の分野でも、可能世界の概念は不確実データベース（英語版）や確率的データベース（英語版）の設定で用いられ、多数の可能世界を簡潔に表現する枠組みとして機能する。

## 「在り方からの論証」
可能世界はしばしば懐疑の目で見られており、そのため擁護者たちはそれらの存在を支持する論証の提示に苦労してきた。しばしば引用される論証の一つが「在り方からの論証」である。これは可能世界を「物事がありえた在り方」と定義し、その前提と推論を自然言語に由来する仮定に依拠させる。例えば、
1. 黒死病は、推定25〜60％ではなく、ヨーロッパ人口の99％を死に至らしめることもありえた。
2. したがって、物事がありえた別の在り方が存在する。
3. 可能世界とは、物事がありえた在り方である。
4. よって、他の可能世界が存在する。

この論証の核心は (2) にあり、もっともらしい (1) を「あり方」に関する量化を含むかたちで解釈する点にある。多くの哲学者は、ウィラード・ヴァン・オーマン・クワインにならい、量化は存在論的コミットメント（英語版）を伴うと考える。ここでは、それは可能世界の存在へのコミットメントとなる。クワイン自身はこの方法を科学理論に限定したが、エイミー・L・トマソンは「易しい存在論」と題する論文で、自然言語にも適用している。「在り方からの論証」の強度は、これらの仮定に依存しており、存在論を量化子によって定める方法への疑義や、存在論の指針としての自然言語の信頼性に疑義を呈することによって、争われうる。

## 哲学的諸問題と応用
可能世界の存在論的地位は、激しい論争を呼び起こしてきた。デイヴィッド・ルイスは、様相実在論として知られる立場を擁護したことで著名である。そこでは、可能世界は、現実世界が存在するのとまさに同じ意味で存在する、実在的で具体的な「場所」であるとされる。ルイスによれば、現実世界が特別なのは、私たちがそこに住んでいるという点にすぎない。この学説は「現実性の指示性」と呼ばれる。というのも、「現実」という語が「今」や「ここ」と同様に指示詞であると理解できるからである。ルイスはこの立場のために多様な論拠を示した。彼は、物理学において原子の実在がその説明力（英語版）によって示されるのと同様に、哲学においても可能世界はその説明力によって正当化されると論じた。また、可能世界は単に「物事がありえた在り方」にほかならず、そのようなものが存在することを疑う者はいないのだから、可能世界は実在しなければならないとも主張した。さらに彼は、様相理論を循環的にしてしまうことなく、可能世界を命題の極大整合集合など、より「存在論的にもっともらしい」実体へと還元することはできないと論じた（彼は、こうした理論を、可能世界意味論の利点を安上がりに得ようとする「代用様相実在論」と呼んだ）。
様相実在論は物議を醸す立場である。クワインは、それを「形而上学的に過剰」として退けた。ロバート・スタルネイカーは、ルイスの議論に応じて、物事がありえた在り方は世界そのものではなく、そのような世界が持ちうる性質だと指摘した。性質は、それが現存のどの対象にも適用されなくとも存在しうるのだから、私たちの世界のような他世界が存在すると結論づける理由にはならないというわけである。スタルネイカーの別の議論は、ルイスの「現実性の指示性」説を批判する。たとえ「現実の」が指示詞であるとしても、それだけで他の世界が存在することにはならない。比較のためにいえば、人は指示詞「私」を用いながら、他の人々が実際に存在することを信じていない、ということもありうるからである。これとは別に、一部の哲学者は可能世界を、命題または記述の極大整合集合とみなす見解を支持し、またソール・クリプキのように、可能世界を純粋に形式的（数学的）装置とみなす立場もある。

## 必然性と可能性の解明
少なくともアリストテレス以来、哲学者は命題の論理的地位、たとえば必然性、偶然性、不可能性に強い関心を寄せてきた。20世紀には、これらの概念を解明するために可能世界が用いられるようになった。様相論理では、命題はそれが真となる世界と偽となる世界に即して理解される。したがって、次のような同値付けが提案される。
- 真である命題：現実世界で真である命題（例：「フランツ・フェルディナント大公は1914年に暗殺された」）。

- 偽である命題（英語版）（False propositions）：現実世界で偽である命題（例：「フランツ・フェルディナント大公は2014年に暗殺された」）。

- 可能な命題（英語版）：少なくとも一つの可能世界で真である命題（例：「フランツ・フェルディナント大公は1914年の暗殺未遂を生き延びた」）。これは、下で述べる意味での「必然的に真なる命題」も含む。

- 不可能な命題：どの可能世界においても真ではない命題（例：「メリッサとトビーは、同時に互いよりも背が高い」）。

- 必然的に真なる命題：すべての可能世界で真である命題（例：「2 + 2 = 4」「すべての独身男性は未婚である」）。[14]

- 偶然的命題：ある可能世界では真で、他の可能世界では偽である命題（例：「フランツ・フェルディナント大公は1914年に暗殺された」は偶然的に真であり、「1914年の暗殺未遂を生き延びた」は偶然的に偽である）。

### その他の用法
可能世界は、哲学の多くの他の論争においても中心的な役割を果たす。たとえば、哲学的ゾンビ、心の哲学における物理主義と上位付随をめぐる論争などである。また、宗教哲学の多くの議論も、可能世界の導入によって再活性化されてきた。

## 概念史
可能世界の観念は、一般にゴットフリート・ライプニッツに帰せられる。彼は、可能世界を神の心のうちの観念だと述べ、実際に創造された私たちの世界は「可能世界のうち最善の世界（英語版）」でなければならないと論じた。これに対し、アルトゥル・ショーペンハウアーは、もし世界がほんの少しでも悪ければ存続できないはずなのだから、逆に私たちの世界は「可能世界のうち最悪の世界」でなければならないと論じた。研究者たちは他にも、ライプニッツに大きな影響を与えたルネ・デカルト、ガザーリー『哲学者の矛盾（英語版）』、アヴェロエス『矛盾の矛盾（英語版）』、ファフルッディーン・ラーズィー（英語版）『マターリブ・アル＝アーリヤ』、ヨハネス・ドゥンス・スコトゥス、アントニオ・ルビオ『スタゲイラのアリストテレス“天について”注解』の著作に、可能世界の観念の萌芽を見出している。
この概念の現代的な哲学的用法は、デイヴィッド・ルイスとソール・クリプキによって切り拓かれた。